# Judee Sill
Judee Sill, född Judith Lynne Sill den 7 oktober 1944 i Studio City, Kalifornien, död 23 november 1979 i North Hollywood, Los Angeles, var en amerikansk sångare och låtskrivare. Hennes musik kan klassificeras som folk, folkrock, country, gospel och pop. Sill sjöng, spelade gitarr och piano. Hennes mest kända sång är "Jesus Was a Crossmaker".

## Biografi
Judee Sill tillbringade större delen av sin barndom i Oakland, Kalifornien. Fadern arbetade först som kameraman men köpte sedan en bar och importerade sällsynta djur. När Judee var åtta år gammal drabbades fadern av lunginflammation och dog. Modern flyttade då till Los Angeles med Judee och en äldre bror. Kort efter flytten gifte modern om sig med animatören Ken Muse. Familjen hade det bra materiellt sett, men hemmiljön var inte harmonisk, den präglades av alkohol och drogmissbruk. Både modern och den äldre brodern dog under sextiotalet. Sill var bisexuell.
Vid San Fernando Valley Junior College studerade hon konst åren 1963–1964. Hon började missbruka droger och för att finansiera sitt missbruk ägnade hon sig åt prostitution, checkbedrägerier, rånade spritbutiker och bensinstationer. Detta ledde till att hon en fick gå i reformskola och till ett kortare fängelsestraff. Hon var en kort tid gift med pianisten Bob Harris och försörjde sig periodvis som konstnär och musiker. Inkomster fick hon också från ärvda oljetillgångar.
Under en fängelsevistelse bestämde hon sig för att bli låtskrivare, den första låten hon skrev hette "Dead Time Bummer Blues". Efter fängelsevistelsen skrev hon fler låtar och fick bättre ordning på sitt liv. Gruppen The Turtles spelade in en av hennes låtar; "Lady-O". Hon fick ett skivkontrakt och spelade in två LP-skivor som släpptes i början av sjuttiotalet. Turnéer följde i USA och England. I England hade hon med sig sin dåvarande pojkvän, poeten och musikern David Omer Bearden. Den andra skivan sålde dock dåligt och hon blev också osams med skivbolagschefen David
Geffen. 1974 spelade hon in åtta demos för en ny skiva som aldrig gavs ut. De gavs ut postumt på albumet Dreams Come True.
Sill drabbades av en allvarlig ryggskada efter en trafikolycka och därefter följde misslyckade operationer för att försöka korrigera ryggskadan. På grund av detta återföll hon i tungt drogmissbruk. Hon dog i november 1979 till följd av en överdos kodein och kokain.

## Influenser
Som musiker var Sill influerad av bland andra Bach, Mahalia Jackson, Bob Dylan med flera. Hon var också influerad av Pytagoras musikteorier. Texterna hade ofta starka religiösa övertoner. Inom detta område påverkades hon av bland annat Rosencreuzarna och Madame Blavatsky.

## Postumt
Judee Sill var på åttiotalet nästan bortglömd men har på senare år blivit en kultartist. Intresset för Sills musik har bland annat stimulerats av radiomannen Bob Claster som tänkte göra ett radioprogram om henne 1991. Han ändrade sig då han tyckte hennes historia var för tragisk för att berättas. Han gjorde dock en website där man kan hämta outgivna inspelningar. En del av dessa har senare givits ut på CD. Hennes låtar har spelats in av bland andra Warren Zevon, Linda Ronstadt och Judie Tzuke. The Hollies spelade in "Jesus Was A Crossmaker" redan 1973.

## Diskografi
Album
- Judee Sill (LP, Asylum, 1971) Finns på CD i olika utgåvor med bonus-inspelningar.
- Heart Food (LP, Asylum, 1973) Finns på CD i olika utgåvor med bonus-inspelningar.
- Dreams Come True (2CD, Water, 2005). Innehåller bland annat demo-inspelningar för en tredje outgiven LP och några filmer.
- Live in London: The BBC Recordings 1972-1973 (CD, Troubadour, 2007). Innehåller live-inspelningar gjorda för BBC och en intervju gjord av Bob Harris.

Singlar
- 1971 – "Jesus Was A Cross Maker"
- 1972 – "Enchanted Sky Machines"
- 1972 – "The Lamb Ran Away With The Crown"
- 1973 – "The Kiss"

Tillsammans med andra artister:
- Chariot of Astral Light (Tommy Peltier featuring Judee Sill, Sill medverkar som studiomusiker.)
- Now & Yesterday (Tommy Peltier, Sill medverkar som studiomusiker.)
- Hexagram 16 (Russ Giguere, Sill spelar gitarr på en version av "Ridge Rider".)
- Tim Weisberg 4 (Tim Weisberg, Sill medverkar som studiomusiker.)